# Associazione Sportiva Calciosmania 2006-2007
Questa voce raccoglie le informazioni riguardanti l'Associazione Sportiva Calciosmania nelle competizioni ufficiali della stagione 2006-2007.

## Stagione
La squadra ha partecipato nella stagione 2006-2007 al girone E della Serie B, la terza serie del campionato di calcio femminile italiano, per il secondo anno consecutivo. La stagione si è conclusa con un terzo posto in campionato, dimostrandosi terza forza del girone dopo Roma e Sezze che hanno lottato tra loro per il primo posto. Nella Coppa Italia di Serie B il Napoli ha raggiunto i quarti di finale, dove è stato sconfitto ed eliminato dal Vis Francavilla Fontana, che ne ha precluso la possibilità di disputare i quarti di finale della Coppa Italia.

## Rosa
| N. |                   | Ruolo | Calciatrice         |
| -- | ----------------- | ----- | ------------------- |
|    | Italia (bandiera) | P     | Arianna Ciambriello |
|    | Italia (bandiera) | P     | Silvana Macchia     |
|    | Italia (bandiera) | D     | Carmela Caso        |
|    | Italia (bandiera) | D     | Concetta D'Anna     |
|    | Italia (bandiera) | D     | Rosaria D'Emilio    |
|    | Italia (bandiera) | D     | Milena Gesuele      |
|    | Italia (bandiera) | D     | Francesca Pettinati |
|    | Italia (bandiera) | D     | Paola Spena         |
|    | Italia (bandiera) | C     | Jessica Cangiano    |

| N. |                   | Ruolo | Calciatrice          |
| -- | ----------------- | ----- | -------------------- |
|    | Italia (bandiera) | C     | Alessandra Criscuolo |
|    | Italia (bandiera) | C     | Catya Giannoccoli    |
|    | Italia (bandiera) | C     | Anna Granata         |
|    | Italia (bandiera) | C     | Valentina Esposito   |
|    | Italia (bandiera) | C     | Maria Ranavolo       |
|    | Italia (bandiera) | A     | Rosaria Fiengo       |
|    | Italia (bandiera) | A     | Rosaria Mallardo     |
|    | Italia (bandiera) | A     | Fabiana Pastorini    |
|    | Italia (bandiera) | A     | Valeria Pirone       |

## Risultati

### Serie B

#### Girone di andata
| Napoli 8 ottobre 2006 1ª giornata                              | Calciosmania | 1 – 2             | Cosenza |  |
| \| \| \| \| \| Fiengo 67’ \| Marcatori \| 23’, 84’ Stancati \| |              |                   |         |  |
|                                                                |              |                   |         |  |
| Fiengo 67’                                                     | Marcatori    | 23’, 84’ Stancati |         |  |

| Salerno 15 ottobre 2006 2ª giornata | Salernitana | 0 – 0 | Calciosmania |  |

| Napoli 22 ottobre 2006 3ª giornata                                                                 | Calciosmania | 2 – 3                                 | Lazio CF |  |
| \| \| \| \| \| Fiengo 44’ Pastorini 90+6’ \| Marcatori \| 12’ Lobuono 21’ Licata 45’ Sciarretti \| |              |                                       |          |  |
| |              |                                       |          |  |
| Fiengo 44’ Pastorini 90+6’                                                                         | Marcatori    | 12’ Lobuono 21’ Licata 45’ Sciarretti |          |  |

| Acireale 12 novembre 2006 4ª giornata                                                    | S. Emidio | 1 – 3                                  | Calciosmania |  |
| \| \| \| \| \| Pecorinomeli 3’ \| Marcatori \| 5’, 30’ Granata 90+3’ (rig.) Pastorini \| |           |                                        |              |  |
|                                                                                          |           |                                        |              |  |
| Pecorinomeli 3’                                                                          | Marcatori | 5’, 30’ Granata 90+3’ (rig.) Pastorini |              |  |

| Marsala 19 novembre 2006 5ª giornata                                      | Marsala   | 1 – 2                        | Calciosmania |  |
| \| \| \| \| \| Riggio 32’ \| Marcatori \| 82’ Esposito 86’ Giannoccoli \| |           |                              |              |  |
|                                                                           |           |                              |              |  |
| Riggio 32’                                                                | Marcatori | 82’ Esposito 86’ Giannoccoli |              |  |

| Napoli 26 novembre 2006 6ª giornata                                                                   | Calciosmania | 2 – 4                                      | Sezze |  |
| \| \| \| \| \| Pastorini 10’ Pirone 34’ \| Marcatori \| 54’ Castelli 63’ Duò 69’ Capponi 88’ Testa \| |              |                                            |       |  |
| |              |                                            |       |  |
| Pastorini 10’ Pirone 34’                                                                              | Marcatori    | 54’ Castelli 63’ Duò 69’ Capponi 88’ Testa |       |  |

| Gallico 3 dicembre 2006 7ª giornata                                        | Pro Reggina 97 | 0 – 4                                    | Calciosmania |  |
| \| \| \| \| \| \| Marcatori \| 16’ Ranavolo 24’, 73’ Fiengo 75’ Granata \| |                |                                          |              |  |
|                                                                            |                |                                          |              |  |
|                                                                            | Marcatori      | 16’ Ranavolo 24’, 73’ Fiengo 75’ Granata |              |  |

| Napoli 10 dicembre 2006 8ª giornata                                                                    | Calciosmania | 5 – 1         | Pontecagnano |  |
| \| \| \| \| \| Pastorini 2’ Pirone 6’, 81’ Fiengo 45’ Giannoccoli 66’ \| Marcatori \| 85’ Stanzione \| |              |               |              |  |
| |              |               |              |  |
| Pastorini 2’ Pirone 6’, 81’ Fiengo 45’ Giannoccoli 66’                                                 | Marcatori    | 85’ Stanzione |              |  |

| Roma 17 dicembre 2006 9ª giornata                                  | Roma CF   | 2 – 0 | Calciosmania |  |
| \| \| \| \| \| Mazzantini 50’ Parejo 79’ (rig.) \| Marcatori \| \| |           |       |              |  |
|                                                                    |           |       |              |  |
| Mazzantini 50’ Parejo 79’ (rig.)                                   | Marcatori |       |              |  |

| Napoli 14 gennaio 2007 10ª giornata                                                                            | Calciosmania | 5 – 1                 | Colonna |  |
| \| \| \| \| \| Criscuolo 10’ Ranavolo 30’ Pirone 40’, 60’ Granata 90’ \| Marcatori \| 35’ (rig.) Ceccarelli \| |              |                       |         |  |
| |              |                       |         |  |
| Criscuolo 10’ Ranavolo 30’ Pirone 40’, 60’ Granata 90’                                                         | Marcatori    | 35’ (rig.) Ceccarelli |         |  |

| Castellammare di Stabia 21 gennaio 2007 11ª giornata                | Juve Stabia | 0 – 3                             | Calciosmania |  |
| \| \| \| \| \| \| Marcatori \| 63’ Fiengo 67’ Granata 73’ Pirone \| |             |                                   |              |  |
|                                                                     |             |                                   |              |  |
|                                                                     | Marcatori   | 63’ Fiengo 67’ Granata 73’ Pirone |              |  |

#### Girone di ritorno
| Rende 28 gennaio 2007 12ª giornata                                                  | Cosenza   | 1 – 3                        | Calciosmania |  |
| \| \| \| \| \| Gencarelli 3’ (rig.) \| Marcatori \| 33’, 75’ Ranavolo 51’ Pirone \| |           |                              |              |  |
|                                                                                     |           |                              |              |  |
| Gencarelli 3’ (rig.)                                                                | Marcatori | 33’, 75’ Ranavolo 51’ Pirone |              |  |

| Napoli 4 febbraio 2007 13ª giornata             | Calciosmania | 1 – 0 | Salernitana |  |
| \| \| \| \| \| Pastorini 71’ \| Marcatori \| \| |              |       |             |  |
|                                                 |              |       |             |  |
| Pastorini 71’                                   | Marcatori    |       |             |  |

| Roma 11 febbraio 2007 14ª giornata                                                                                              | Lazio CF  | 3 – 4                                               | Calciosmania |  |
| \| \| \| \| \| De Angelis 24’ Sciarretti 66’ Massimi 75’ \| Marcatori \| 51’ Ranavolo 64’ Pirone 79’ Granata 90+3’ Pastorini \| |           |                                                     |              |  |
| |           |                                                     |              |  |
| De Angelis 24’ Sciarretti 66’ Massimi 75’                                                                                       | Marcatori | 51’ Ranavolo 64’ Pirone 79’ Granata 90+3’ Pastorini |              |  |

| Napoli 26 febbraio 2007 15ª giornata                                                | Calciosmania | 4 – 0 | S. Emidio |  |
| \| \| \| \| \| Pastorini 12’, 63’ Ranavolo 15’ Napoli 74’ (aut.) \| Marcatori \| \| |              |       |           |  |
|                                                                                     |              |       |           |  |
| Pastorini 12’, 63’ Ranavolo 15’ Napoli 74’ (aut.)                                   | Marcatori    |       |           |  |

| Napoli 18 marzo 2007 16ª giornata                                                                                              | Calciosmania | 8 – 0 | Marsala |  |
| \| \| \| \| \| Giannoccoli 2’ Fiengo 16’, 90’ Pirone 20’, 30’ Cangiano 25’ (rig.) Esposito 35’ Ranavolo 80’ \| Marcatori \| \| |              |       |         |  |
| |              |       |         |  |
| Giannoccoli 2’ Fiengo 16’, 90’ Pirone 20’, 30’ Cangiano 25’ (rig.) Esposito 35’ Ranavolo 80’                                   | Marcatori    |       |         |  |

| Sezze 25 marzo 2007 17ª giornata                                           | Sezze     | 5 – 0 | Calciosmania |  |
| \| \| \| \| \| Duò 25’, 75’ Coletta 31’, 62’ Cianci 59’ \| Marcatori \| \| |           |       |              |  |
|                                                                            |           |       |              |  |
| Duò 25’, 75’ Coletta 31’, 62’ Cianci 59’                                   | Marcatori |       |              |  |

| Napoli 15 aprile 2007 18ª giornata                                                                     | Calciosmania | 5 – 2                | Pro Reggina 97 |  |
| \| \| \| \| \| Granata 7’, 35’, 81’ Pastorini 22’ Esposito 46’ \| Marcatori \| 8’, 24’ (rig.) Violi \| |              |                      |                |  |
| |              |                      |                |  |
| Granata 7’, 35’, 81’ Pastorini 22’ Esposito 46’                                                        | Marcatori    | 8’, 24’ (rig.) Violi |                |  |

| Pontecagnano 22 aprile 2007 19ª giornata                                                            | Pontecagnano | 1 – 3                                               | Calciosmania |  |
| \| \| \| \| \| Tesoniero 83’ \| Marcatori \| 5’ Giannoccoli 30’ (rig.) Criscuolo 90+2’ Mangiapia \| |              |                                                     |              |  |
| |              |                                                     |              |  |
| Tesoniero 83’                                                                                       | Marcatori    | 5’ Giannoccoli 30’ (rig.) Criscuolo 90+2’ Mangiapia |              |  |

| Napoli 29 aprile 2007 20ª giornata                                     | Calciosmania | 1 – 2           | Roma CF |  |
| \| \| \| \| \| Criscuolo 29’ (rig.) \| Marcatori \| 14’, 19’ Parejo \| |              |                 |         |  |
|                                                                        |              |                 |         |  |
| Criscuolo 29’ (rig.)                                                   | Marcatori    | 14’, 19’ Parejo |         |  |

| Colonna 13 maggio 2007 21ª giornata                                    | Colonna   | 3 – 1        | Calciosmania |  |
| \| \| \| \| \| Strabioli 29’, 50’, 56’ \| Marcatori \| 27’ Cangiano \| |           |              |              |  |
|                                                                        |           |              |              |  |
| Strabioli 29’, 50’, 56’                                                | Marcatori | 27’ Cangiano |              |  |

| Napoli 20 maggio 2007 22ª giornata                                                                        | Calciosmania | 4 – 1        | Juve Stabia |  |
| \| \| \| \| \| Criscuolo 19’ Pirone 47’ Gesuele 77’ (rig.) Esposito 90+4’ \| Marcatori \| 55’ Filocaso \| |              |              |             |  |
| |              |              |             |  |
| Criscuolo 19’ Pirone 47’ Gesuele 77’ (rig.) Esposito 90+4’                                                | Marcatori    | 55’ Filocaso |             |  |

### Coppa Italia Serie B

#### Fase a gironi
| Castellammare di Stabia 10 settembre 2006 1ª giornata                              | Juve Stabia | 1 – 3                                 | Calciosmania |  |
| \| \| \| \| \| Vitale 13’ \| Marcatori \| 29’ Pastorini 62’ Celiento 75’ Fiengo \| |             |                                       |              |  |
|                                                                                    |             |                                       |              |  |
| Vitale 13’                                                                         | Marcatori   | 29’ Pastorini 62’ Celiento 75’ Fiengo |              |  |

| Napoli 17 settembre 2006 2ª giornata                                                                                                 | Calciosmania | 4 – 3                                          | Sessano |  |
| \| \| \| \| \| Pastorini 36’ Criscuolo 67’ Fiengo 78’ Ranavolo 87’ \| Marcatori \| 47’ (rig.) Angelone 54’ Zannino 62’ Di Tommaso \| |              |                                                |         |  |
| |              |                                                |         |  |
| Pastorini 36’ Criscuolo 67’ Fiengo 78’ Ranavolo 87’                                                                                  | Marcatori    | 47’ (rig.) Angelone 54’ Zannino 62’ Di Tommaso |         |  |

| Napoli 1º ottobre 2006 3ª giornata                                                                             | Calciosmania | 4 – 1             | Campobasso |  |
| \| \| \| \| \| Granata 40’ Ranavolo 58’ Pastorini 72’ (rig.) Mallardo 86’ \| Marcatori \| 44’ Di Bartolomeo \| |              |                   |            |  |
| |              |                   |            |  |
| Granata 40’ Ranavolo 58’ Pastorini 72’ (rig.) Mallardo 86’                                                     | Marcatori    | 44’ Di Bartolomeo |            |  |

| Napoli 29 ottobre 2006 4ª giornata                                           | Calciosmania | 3 – 1      | Juve Stabia |  |
| \| \| \| \| \| Pastorini 11’, 86’ Celiento 22’ \| Marcatori \| 34’ Vitale \| |              |            |             |  |
|                                                                              |              |            |             |  |
| Pastorini 11’, 86’ Celiento 22’                                              | Marcatori    | 34’ Vitale |             |  |

| Civitanova del Sannio 27 dicembre 2006 5ª giornata                      | Sessano   | 1 – 2                 | Calciosmania |  |
| \| \| \| \| \| Di Geronimo 89’ \| Marcatori \| 19’ Fiengo 77’ Pirone \| |           |                       |              |  |
|                                                                         |           |                       |              |  |
| Di Geronimo 89’                                                         | Marcatori | 19’ Fiengo 77’ Pirone |              |  |

| Campobasso 6 gennaio 2007 6ª giornata                                              | Campobasso | 2 – 2                 | Calciosmania |  |
| \| \| \| \| \| Abate 30’ (rig.) Pasto 57’ \| Marcatori \| 34’ Fiengo 59’ Pirone \| |            |                       |              |  |
|                                                                                    |            |                       |              |  |
| Abate 30’ (rig.) Pasto 57’                                                         | Marcatori  | 34’ Fiengo 59’ Pirone |              |  |

#### Ottavi di finale
| Arbitro: | Longo (Paola) |

|                       |           |                                     |
| Aloe 18’ Stancati 73’ | Marcatori | 4’ Granata 44’ Pirone 63’ Pastorini |

#### Quarti di finale
| Francavilla Fontana 11 marzo 2007 andata                                                                   | Vis Francavilla F. | 4 – 2                     | Calciosmania |  |
| \| \| \| \| \| Caramia 5’, 87’ Lacapatrice 50’ Montenegro 52’ \| Marcatori \| 30’ Granata 41’ Pastorini \| |                    |                           |              |  |
| |                    |                           |              |  |
| Caramia 5’, 87’ Lacapatrice 50’ Montenegro 52’                                                             | Marcatori          | 30’ Granata 41’ Pastorini |              |  |

| Napoli 1º aprile 2007 ritorno                                                   | Calciosmania | 2 – 2                | Vis Francavilla F. |  |
| \| \| \| \| \| Fiengo 52’ Pastorini 61’ \| Marcatori \| 7’ Caramia 41’ Sergi \| |              |                      |                    |  |
|                                                                                 |              |                      |                    |  |
| Fiengo 52’ Pastorini 61’                                                        | Marcatori    | 7’ Caramia 41’ Sergi |                    |  |

## Statistiche

### Statistiche di squadra
| Competizione         | Punti | In casa | In casa | In casa | In casa | In casa | In casa | In trasferta | In trasferta | In trasferta | In trasferta | In trasferta | In trasferta | Totale | Totale | Totale | Totale | Totale | Totale | DR  |
| Competizione         | Punti | G       | V       | N       | P       | Gf      | Gs      | G            | V            | N            | P            | Gf           | Gs           | G      | V      | N      | P      | Gf     | Gs     | DR  |
| -------------------- | ----- | ------- | ------- | ------- | ------- | ------- | ------- | ------------ | ------------ | ------------ | ------------ | ------------ | ------------ | ------ | ------ | ------ | ------ | ------ | ------ | --- |
| Serie B              | 43    | 11      | 7       | 0       | 4       | 38      | 16      | 11           | 7            | 1            | 3            | 23           | 17           | 22     | 14     | 1      | 7      | 61     | 33     | +28 |
| Coppa Italia Serie B | -     | 4       | 3       | 1       | 0       | 13      | 7       | 5            | 3            | 1            | 2            | 12           | 10           | 9      | 6      | 2      | 1      | 25     | 17     | +8  |
| Totale               | -     | 15      | 10      | 1       | 4       | 51      | 23      | 16           | 10           | 2            | 2            | 35           | 27           | 31     | 20     | 3      | 8      | 86     | 50     | +36 |